# Crocetta (Reggio Emilia)
La Crocetta (la Croṣèta o la Cruṣèta in dialetto reggiano), più raramente San Pellegrino-Crocetta (la Croṣèta ed San Pelgrèin in dialetto reggiano), è un quartiere residenziale della periferia sud di Reggio Emilia situato a 1,5 km dal centro storico della città, lungo il tratto urbano della ex strada statale 63 del Valico del Cerreto. Prende il nome da un'antica croce votiva posta immediatamente a sud-est del ponte sul torrente Crostolo di San Pellegrino e oggi scomparsa. 
La porzione di quartiere che si affaccia via della Canalina è conosciuta dai reggiani come la zona della Canalina, che comprende anche parti di Belvedere, Migliolungo e Baragalla. 
La località appartenne sino al 1963 alla villa e parrocchia di San Pellegrino quando, a causa del forte sviluppo urbano dell'area, fu eretta la nuova parrocchia dell'Immacolata Concezione della B.V.M. 
In loco è presente il rione INA-Casa Crocetta, emergenza architettonica di rilievo segnalata dall'Istituto Beni Culturali dell'Emilia-Romagna.

## Geografia fisica
Il quartiere è situato in un ambito di media pianura all'interno del tessuto urbano della città consolidata. È lambito a nord e a est dal torrente Crostolo, a sud da via Rivoluzione d'Ottobre e a ovest da via della Canalina sino circa al cimitero israelitico. Confina a nord con il Buon Pastore, a est con San Pellegrino, a sud con il Belvedere e a ovest con il Migliolungo.
L'altitudine varia da 61 a 67 m s.l.m.

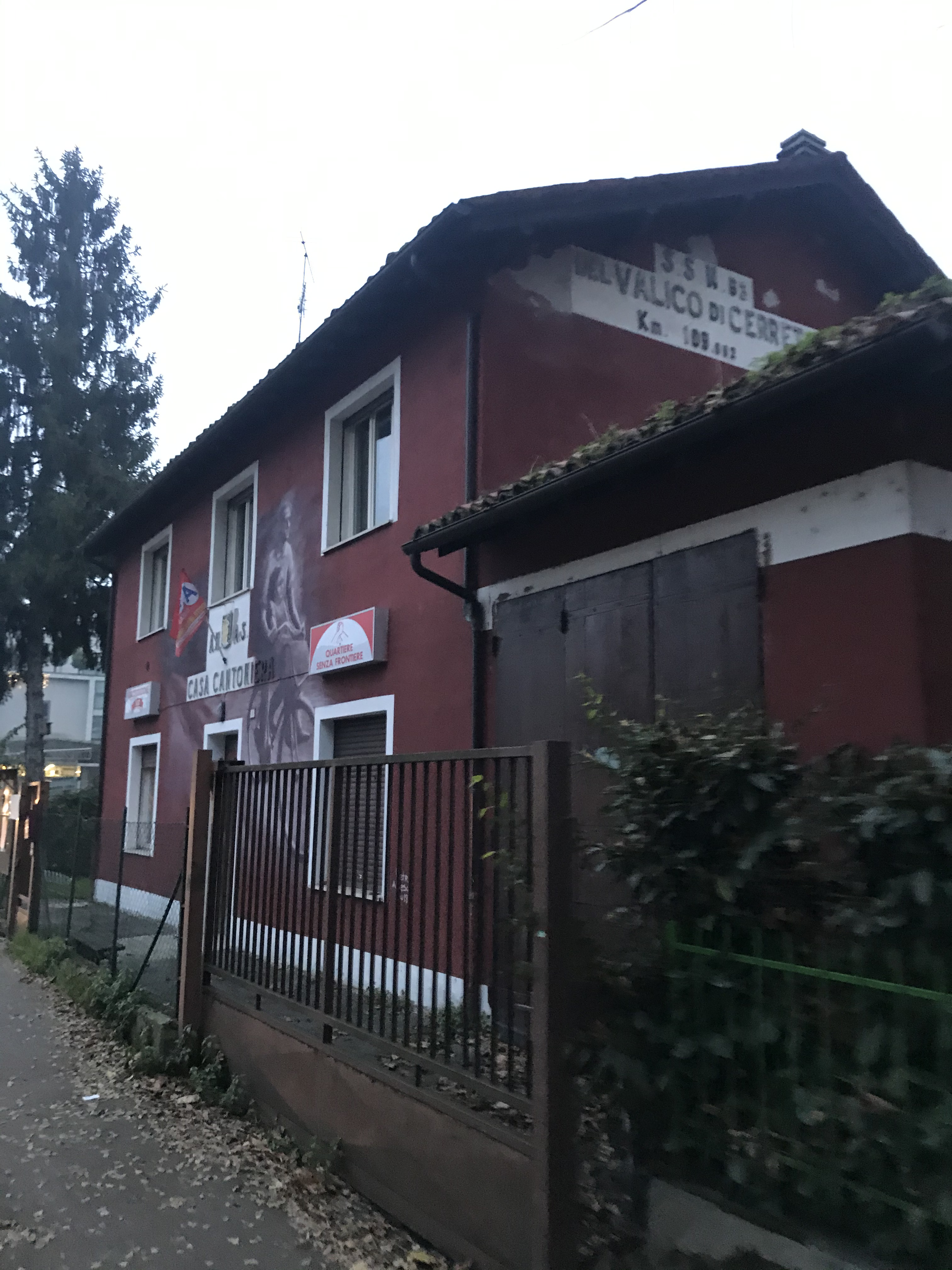
Casa Bettola, ex casa cantoniera

## Storia
Il quartiere nacque storicamente come una borgata di case posta sul lato meridionale del ponte di San Pellegrino, lungo la strada che collega la città di Reggio all'Appennino reggiano e alla Lunigiana.
Viene citata per la prima volta nel 1553 e prese il nome da una piccola croce votiva nei pressi del ponte di San Pellegrino, non più esistente. Il sito era già abitato in epoca romana e via della Canalina e via Bismantova sono nate su elementi della centuriazione romana.
La zona è sempre appartenuta alla villa di San Pellegrino e rimase rurale fino al secondo dopoguerra. Lo sviluppo residenziale si ebbe negli anni cinquanta quando venne aperta al traffico via Bismantova, centro della vita comunitaria locale, fu realizzato il villaggio INA-Casa Crocetta fra le vie Pian del Monte, Monte Prampa, Pradarena e Bismantova e in via della Canalina fu realizzata la nuova caserma del comando provinciale dei Corpo nazionale dei vigili del fuoco. A partire dagli anni sessanta vennero edificati gli spazi urbani ancora liberi fra via della Canalina e il Crostolo. Il rione del CLN e via Rivoluzione d'Ottobre furono serviti da nuovi servizi come gli asili nido comunali. In quel periodo si ebbe una massiccia immigrazione interna dall'Appennino reggiano e dalla Calabria.
Nel 1963 in via Bismantova fu eretta la nuova chiesa parrocchiale dell'Immacolata Concezione, che si staccò dalla parrocchia di San Pellegrino. In quegli anni si contavano oltre 4.000 residenti. In via Bismantova si trovavano la sede parrocchiale, la cooperativa di consumo e il circolo Arci Bismantova che aveva una sede estiva dotata di balera sulle rive del Crostolo, all'interno del parco delle Caprette. 
Negli anni '70 e '80 due fatti di cronaca toccarono profondamente la comunità: l'esondazione del Crostolo del giugno 1973, che sommerse parte delle abitazioni di via Monte Cisa causando vittime e danni, e l'omicidio di don Amos Barigazzi. Il parroco dell'Immacolata Concezione, che per 20 anni svolse il suo ministero in via Bismantova, fu freddato nell'ottobre 1990 con colpi d'arma da fuoco nel garage della parrocchia di Montericco (Albinea), dove era stato trasferito da alcuni anni. 
Dalla seconda metà degli anni Novanta, con la nascita dei centri commerciali, il quartiere perse alcune storiche botteghe di vicinato. Anche dal punto di vista sociale vi furono dei cambiamenti notevoli: dopo oltre 35 anni il circolo Arci Bismantova cambiò sede per spostarsi nei nuovi locali di via della Canalina, realizzati ex novo al Belvedere assieme al circolo del nuovo Villaggio Catellani. Nacque così la cooperativa tempo libero Centro Insieme, gestita dal nuovo circolo Arci Bismantova-Catellani e tuttora operante. La vita associativa, comunque, non è venuta meno nella zona storica del quartiere: dagli anni 2000 si sono costituiti il collettivo Poste Vecchie, che funge da punto di ritrovo tradizionale per pensionati presso i locali dell'ex ufficio postale di via Bismantova, e Casa Bettola, uno spazio socio-culturale autogestito di natura laica, nato all'interno di una casa cantoniera, all'insegna del mutualismo e della cooperazione, impegnato sul tema dell'housing sociale e dei diritti sociali e civili. Fra gli altri gruppi organizzati del quartiere spiccano altresì: il comitato Monte Cisa, nato all'indomani dell'alluvione del 1973 e impegnato in opere sociali, culturali e ricreative a servizio del quartiere e l'associazione Amici di via Bismantova, da sempre in prima linea nell'organizzazione della kermesse Via Bismantova in Festa, la principale rassegna del quartiere.
Il quartiere è tappa di riferimento di tante famiglie che, a piedi o in bicicletta, si danno appuntamento nelle ore di tempo libero per una passeggiata al Parco delle Caprette. Il parco, fra i più frequentati della città, e dotato di un'area recintata che ospita capre e puledrini, è situato lungo la greenway del Crostolo che conduce alle ville ducali di Rivalta, che presto sarà oggetto di riqualificazione grazie alla valorizzazione della cosiddetta Passeggiata Estense. Sulla greenway transitano il sentiero CAI 646 e la via Matildica del Volto Santo, un percorso per pellegrini che collega Mantova a Lucca transitando per il Reggiano. Il tracciato è parte integrante del Parco del Crostolo nell'ambito della Cintura Verde.

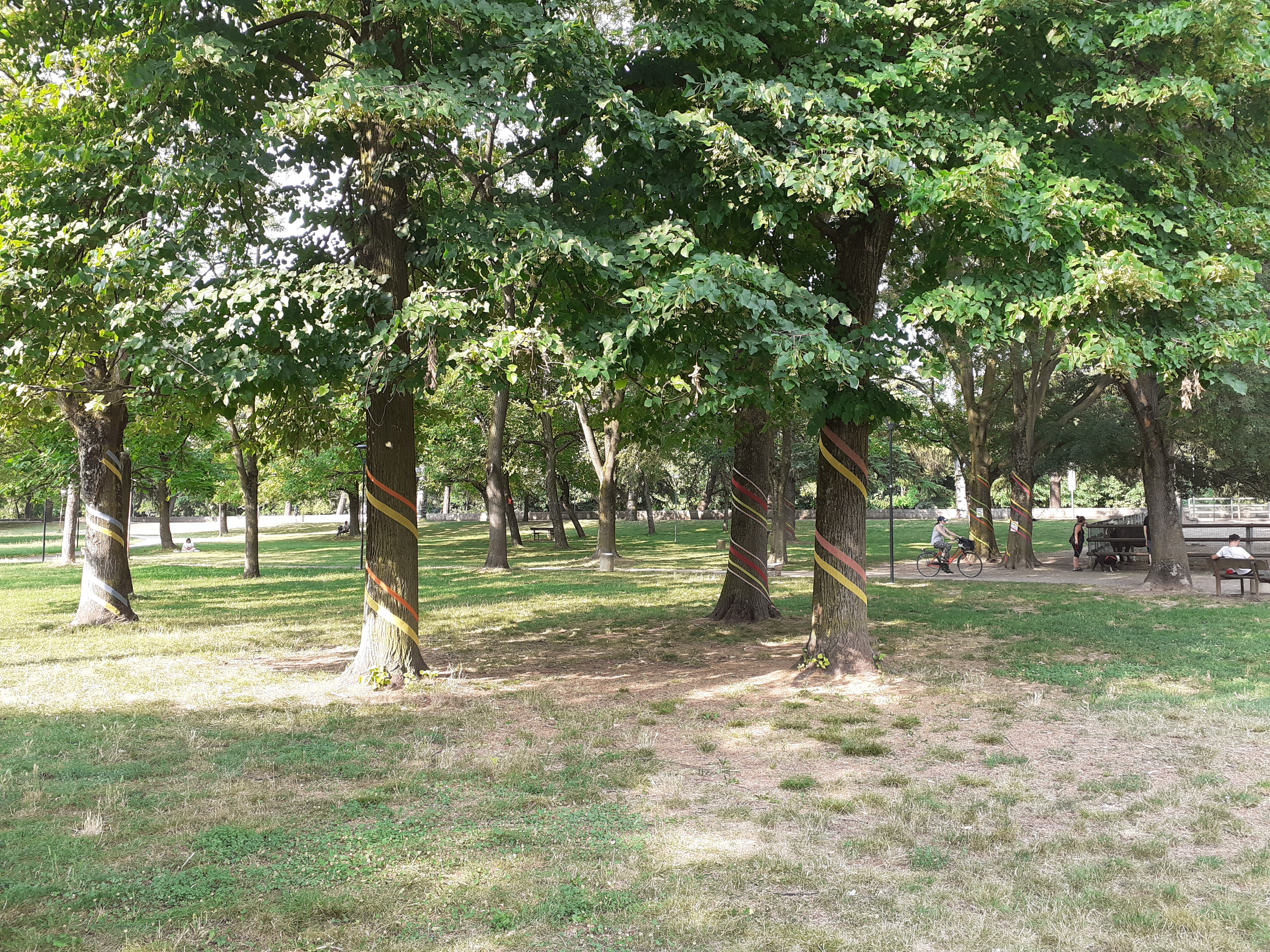
Parco delle Caprette

Da pochi anni nel quartiere Crocetta è ospitata una biblioteca decentrata municipale a servizio di tutta la zona sud della città.

## Monumenti e luoghi d'interesse

### Architetture religiose
- Chiesa parrocchiale dell'Immacolata Concezione[4], via Bismantova
- Oratorio privato del Sacro Cuore (Casino Scolari)[16], via della Canalina

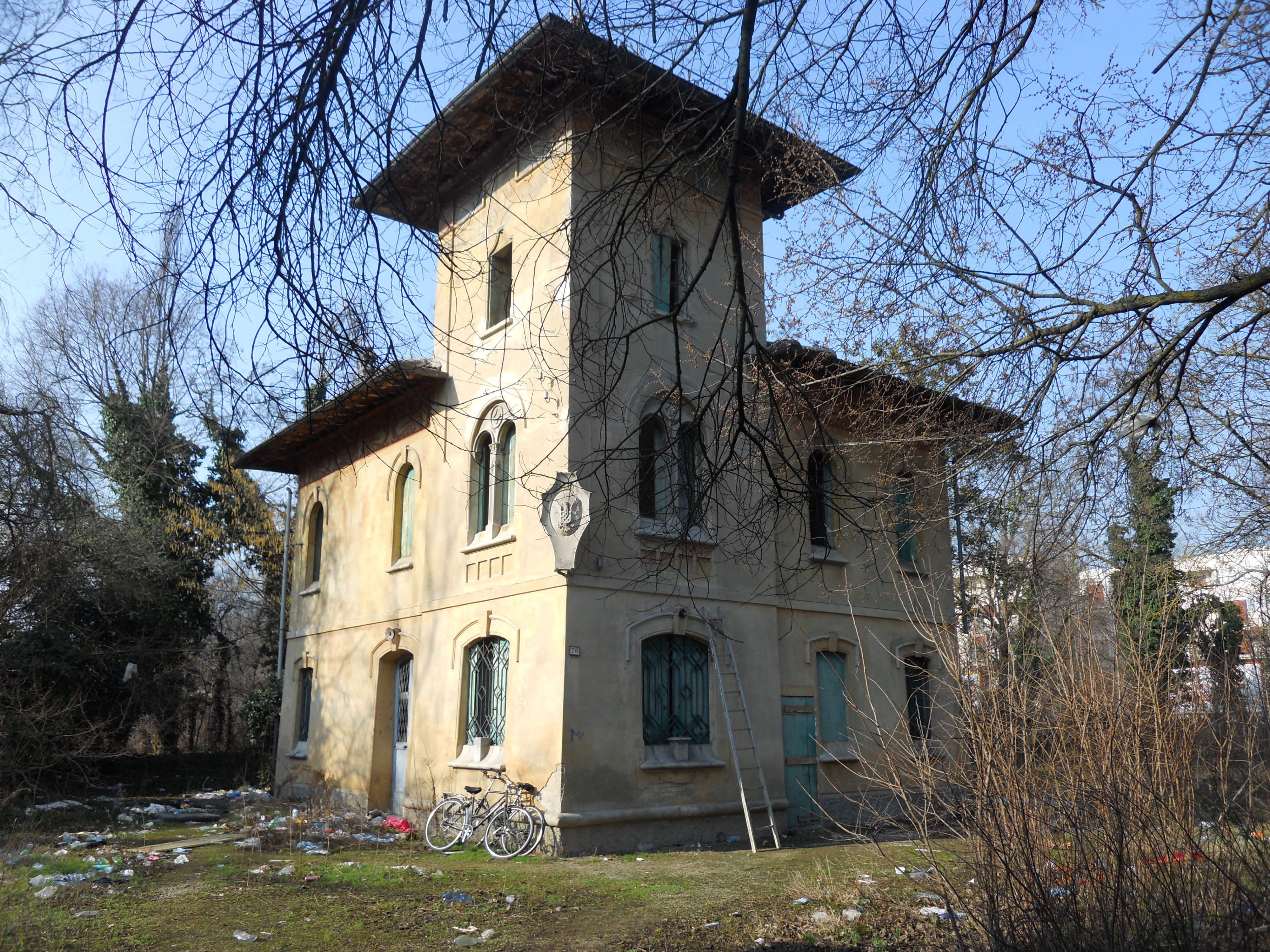
Casino Scolari, via della Canalina

### Architetture civili
- Ponte di San Pellegrino[17], ing. Lodovico Bolognini (1789), piazza Lepanto
- Casino Scolari[16] (sec. XIX), via della Canalina
- Villa Bertani-Scolari[18] (fine sec. XIX), via A. Tarassov
- Villa neo-medievale[19] (1900 ca.), via Monte Cimone
- Quartiere INA-Casa Crocetta[20] (1956), via Bismantova-via Pian del Monte-via Pradarena
- Fiorista Cilloni, arch. Gianfranco Varini[21][22] (1991), via Martiri della Bettola

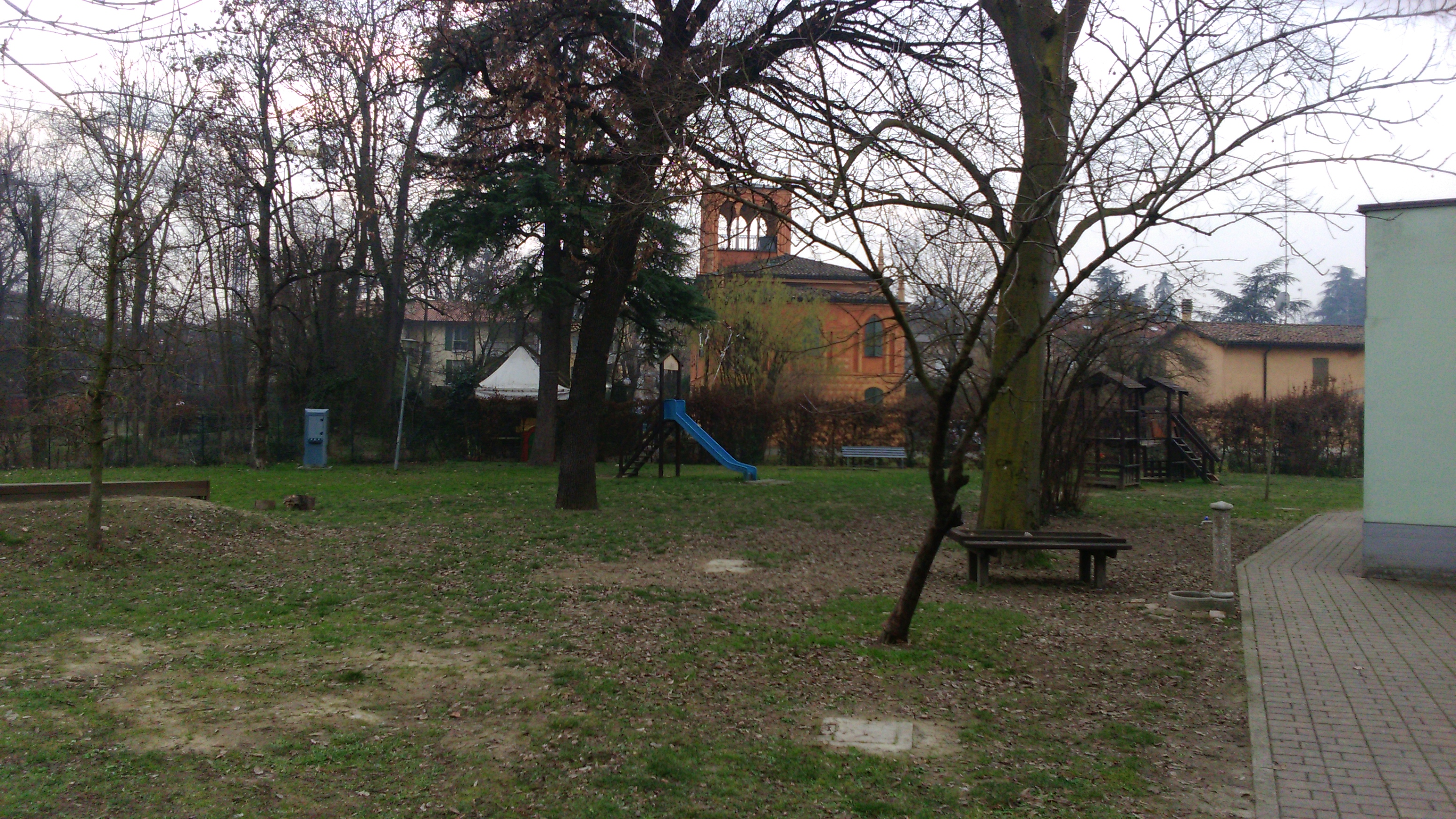
Villa Bertani-Scolari dal giardino della scuola dell'infanzia 8 marzo

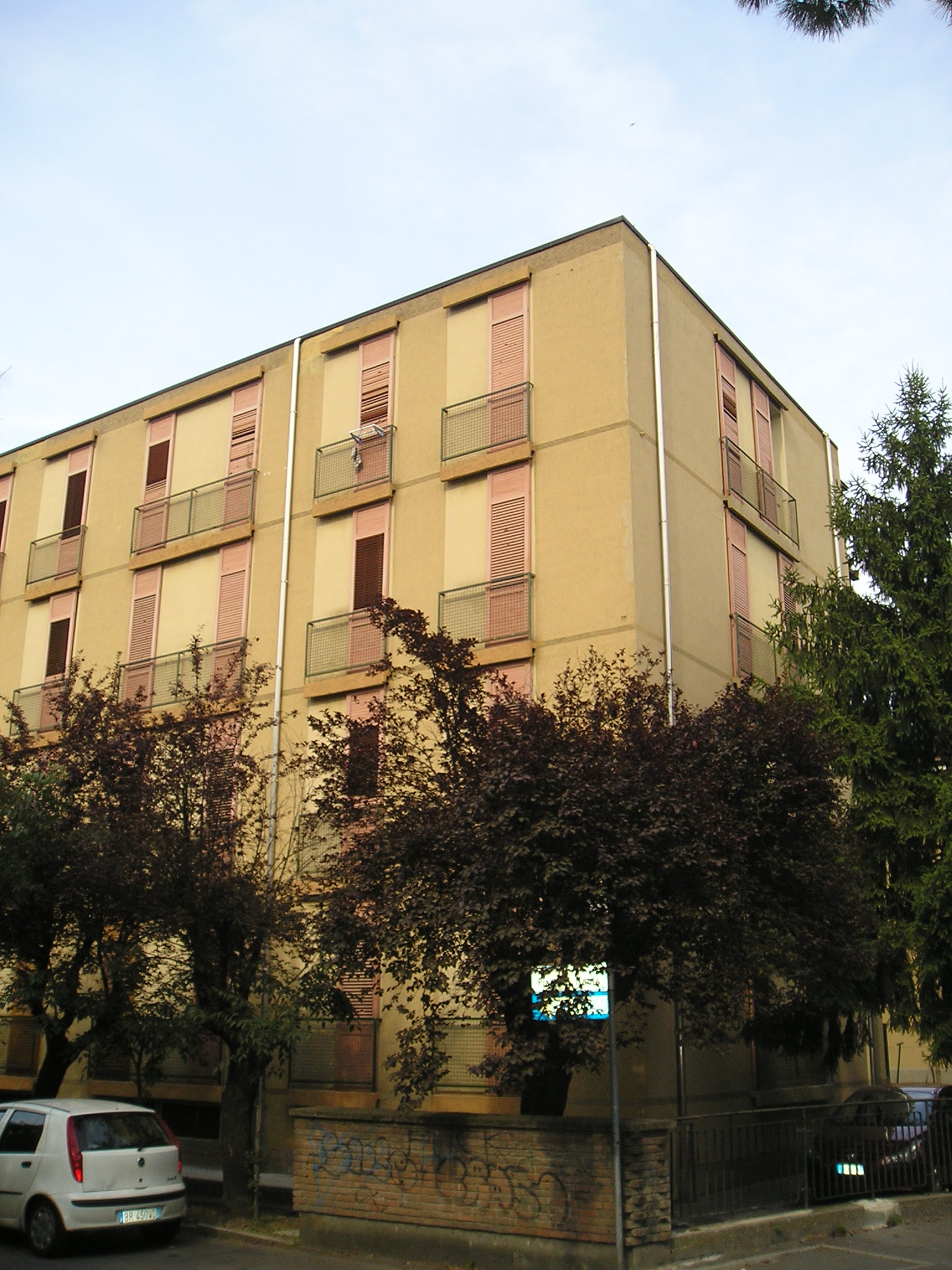
Quartiere Ina Casa San Pellegrino-Crocetta

### Siti archeologici
- Elementi della centuriazione romana[5], via Bismantova-via della Canalina

### Aree naturali
- Birdgarden[23], via Ferdinando Magellano
- Parco del Crostolo[12], lato orientale (via Lungo Crostolo)
- Parco delle Caprette[8], via Monte Cisa
- Parco Rivoluzione d'Ottobre[24], rione CLN

## Società
L'ambito territoriale della Crocetta, dopo una diminuzione della popolazione importante avvenuta a partire dagli anni '80, fra il 2014 e il 2019 ha visto la popolazione aumentare dell'1,91% rimanendo al di sopra dei 3.200 residenti.
Vi è un indice di vecchiaia più alto rispetto al dato generale del comune (170 contro 137). Il tasso di natalità è, invece, simile alla media comunale (8‰). Il numero di componenti medi a nucleo famigliare è leggermente più basso di quello del comune (2,15 rispetto a 2,2 componenti a nucleo). 
La presenza di cittadini stranieri è più alta del dato generale della città ed è pari al 21,9% (contro il 16,4% a livello comunale). Le prime tre nazionalità non italiane presenti sul territorio provengono da: Albania, Romania e Moldavia.

### Tradizioni e folclore
- Sagra dell'Immacolata Concezione, 8 dicembre

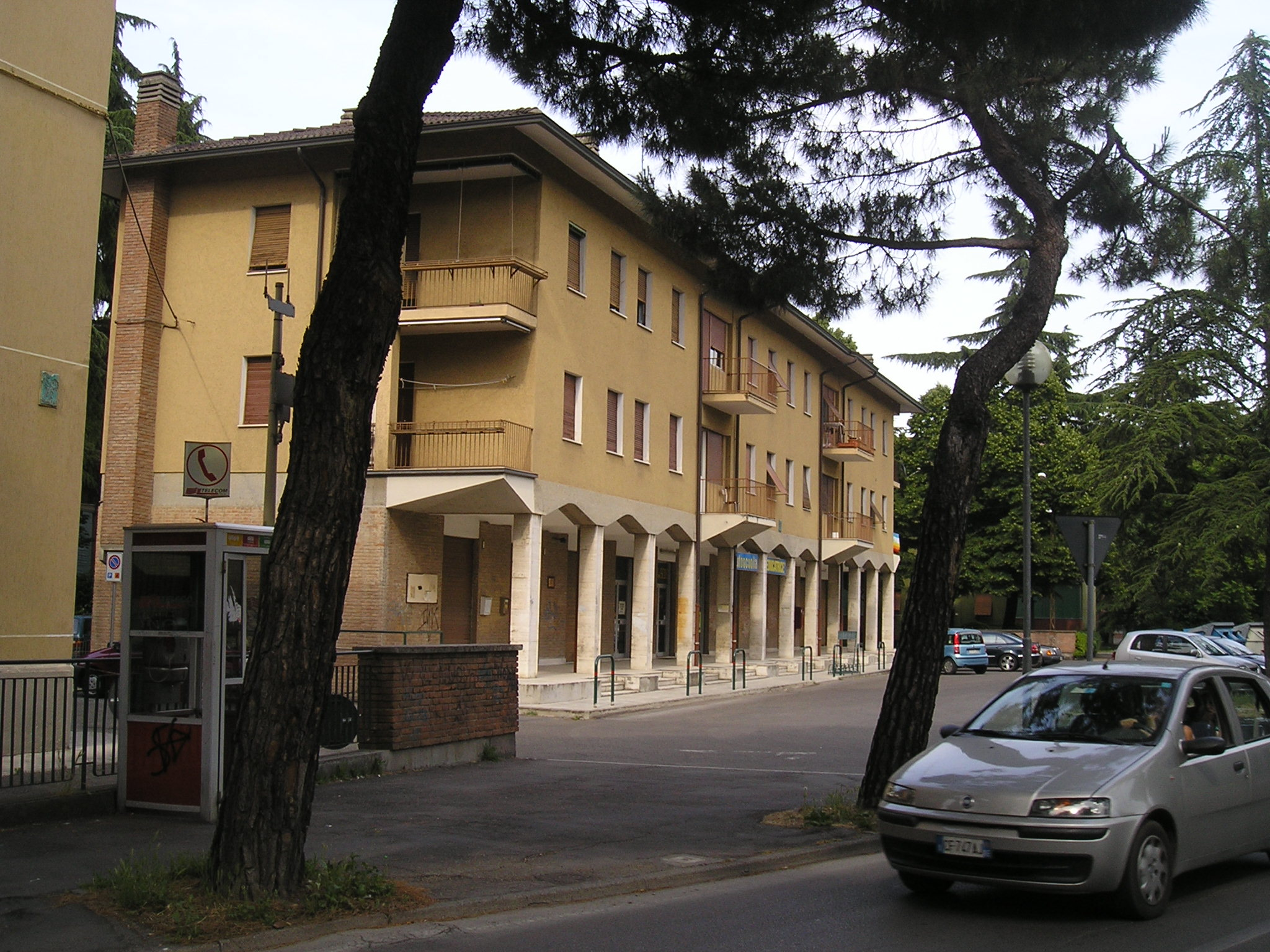
Via Bismantova, portici delle poste vecchie

### Istituzioni, enti e associazioni
- Casa Bettola - casa cantoniera autogestita[7], via Martiri della Bettola
- Comitato di Via Monte Cisa[27], via Monte Cisa
- Associazione amici di Via Bismantova[28], via Bismantova
- Associazione di promozione sociale Poste Vecchie, via Bismantova
- Associazione professionale di categoria di Arte terapeuti italiani (AssoAi)[29], via Monte Prampa
- Parrocchia dell'Immacolata Concezione[4], via Bismantova
- Federconsumatori - sede provinciale[30], via Bismantova
- CGIL - sede Reggio Sud[31], via Bismantova
- Comando provinciale del Corpo nazionale dei Vigili del Fuoco[32], via della Canalina
- Sezione ANPI San Pellegrino-Crocetta

## Cultura

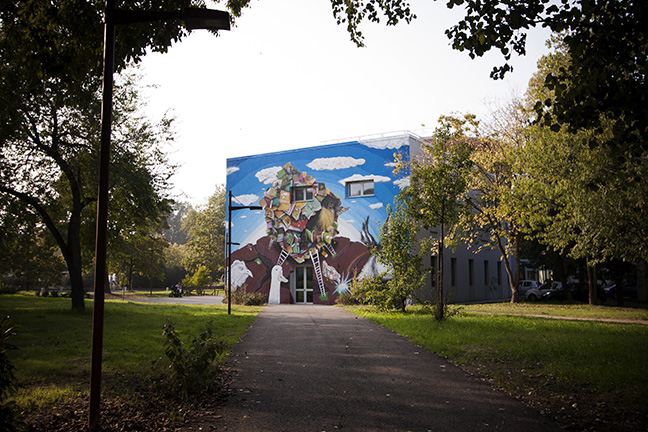
Nido d'infanzia comunale Linus

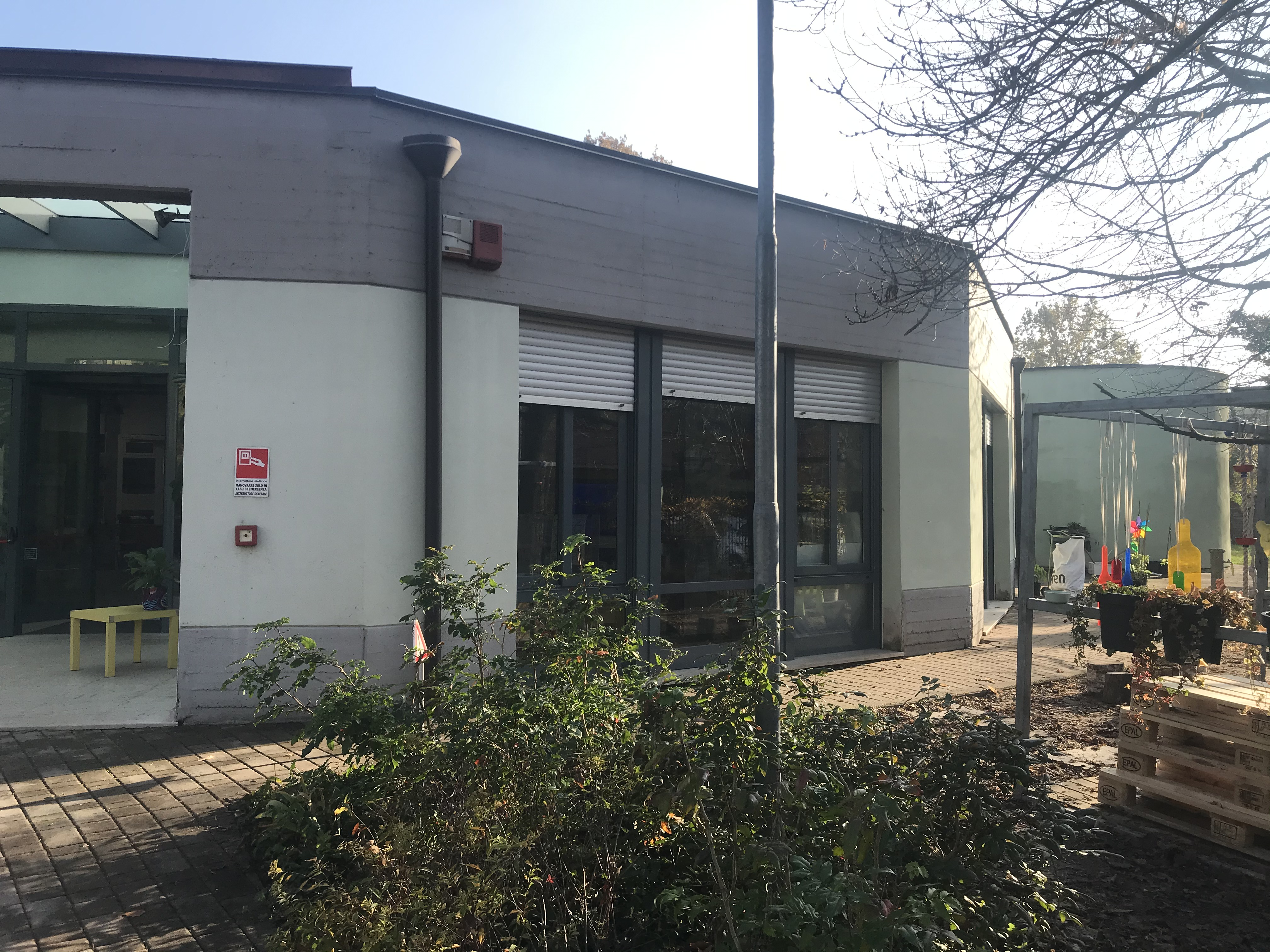
Scorcio della scuola comunale dell'infanzia 8 Marzo

### Infanzia
- Nido d'infanzia comunale Linus[33], via Rivoluzione d'Ottobre
- Nido d'infanzia comunale Peter Pan[34], via Pradarena
- Scuola dell'infanzia comunale Bruno Munari[35], via Vasco de Gama
- Scuola dell'infanzia comunale 8 marzo[36], via A. Tarassov

### Scuola dell'obbligo
- Scuola primaria statale San Giovanni Bosco[37]-I.C. Antonio Ligabue, via Bismantova
- Scuola secondaria di primo grado Carlo Alberto Dalla Chiesa (Belvedere)-I.C. Antonio Ligabue[38], via Rivoluzione d'Ottobre

### Altro
- Biblioteca San Pellegrino-Marco Gerra[15], via Rivoluzione d'Ottobre
- Casa Bettola - casa cantoniera autogestita[7], via Martiri della BettolaBiblioteca decentrata municipale San Pellegrino-Marco Gerra

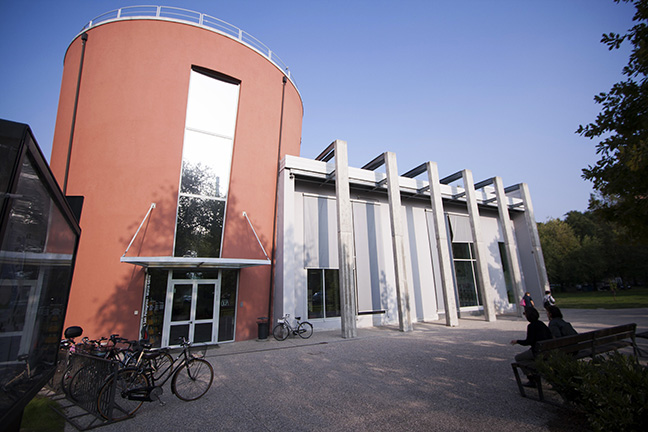
Biblioteca decentrata municipale San Pellegrino-Marco Gerra

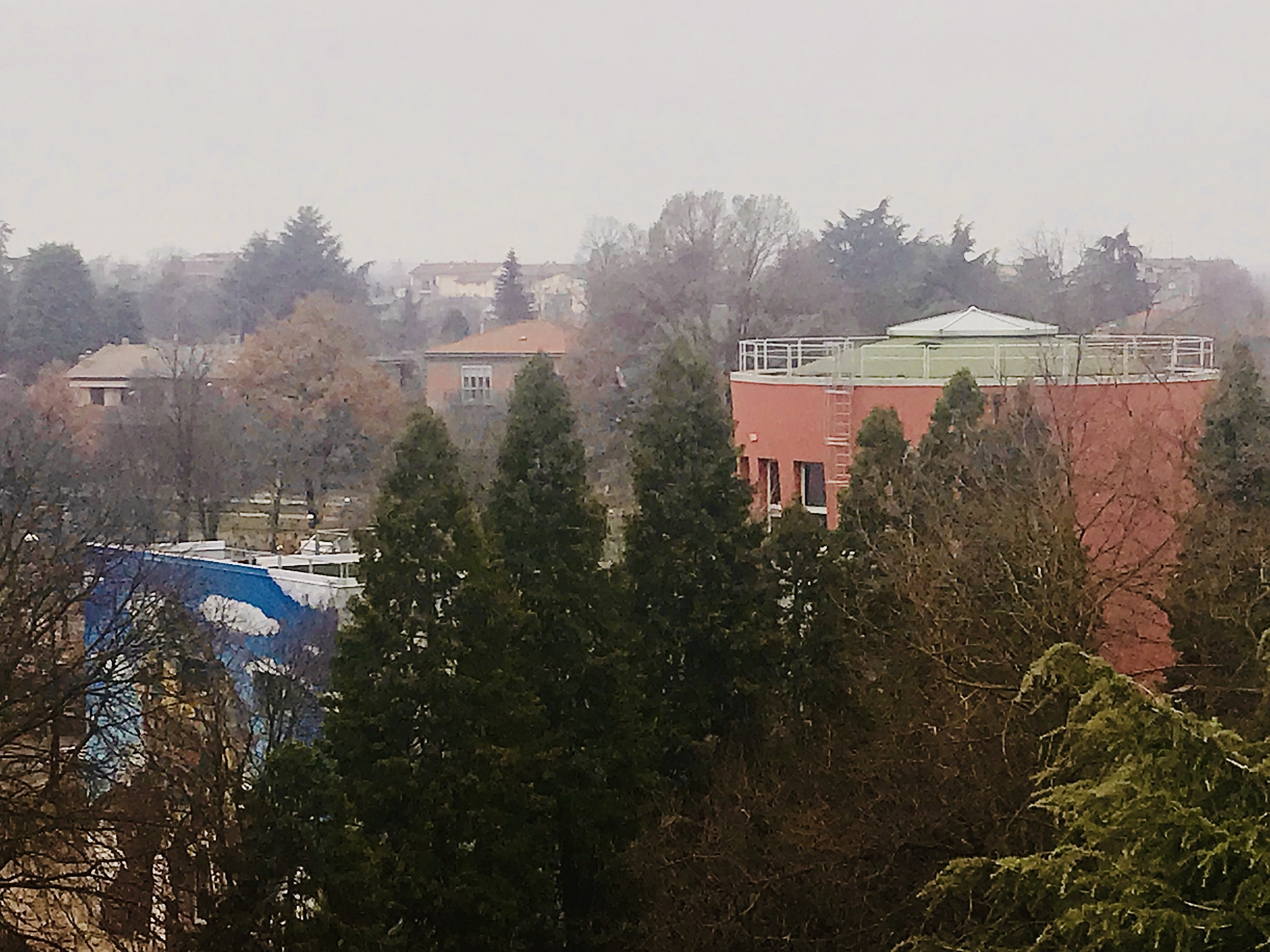
Nido d'infanzia Linus e biblioteca Marco Gerra

### Eventi
- Via Bismantova in Festa, maggio-giugno
- Quartiere Senza Frontiere, settembre

## Infrastrutture e trasporti
La collocazione fortunata del quartiere su un importante asse di scorrimento e l'altissima densità urbanistica hanno favorito la realizzazione di percorsi ciclabili e pedonali. Le ciclovie che lo attraversano sono le seguenti:
- Ciclovia 4 Canali - Centro: Centro storico - Buon Pastore - Parco delle Caprette - Ponte ciclopedonale grigio di via De Sanctis - Canali - Capriolo - Albinea
- Ciclovia 5 Rivalta - Centro: Centro storico - Parcheggio Cecati - Cimitero Monumentale (ex Suburbano) - Ponte vecchio di San Claudio - Canalina - Baragalla - Rivalta
- Ciclovia A Greenway del Crostolo (Cintura Verde - Parco del Crostolo)[14]: Punta di Roncocesi - Cavazzoli - Via Emilia - Regina Pacis - Ponte del Gattaglio - Ponte di S. Pellegrino - Parco delle Caprette - Baragalla - Reggia di Rivalta - Villa d'Este

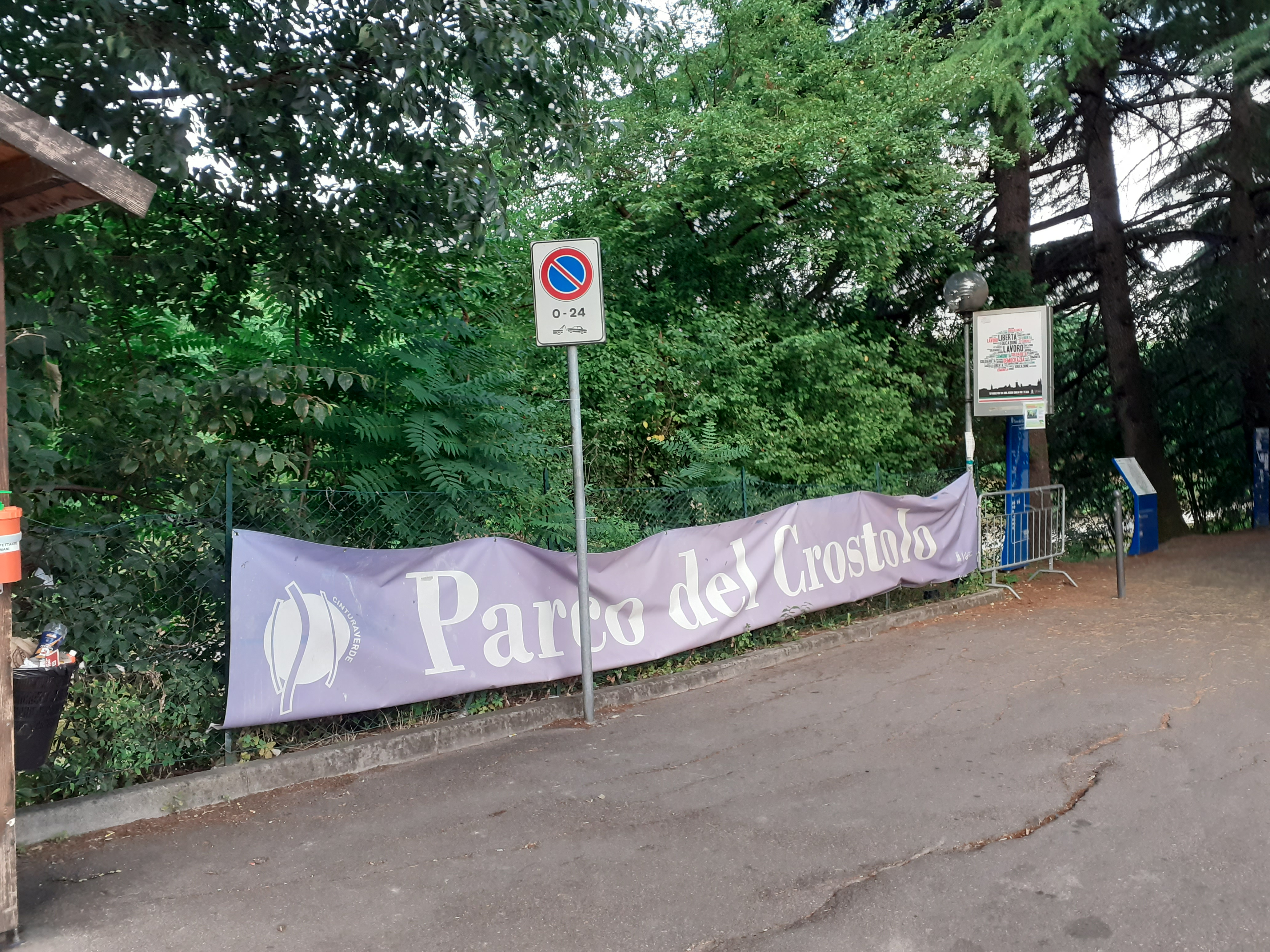
Ingresso al Parco del Crostolo

La zona è attraversata da diverse linee urbane del trasporto pubblico locale. I principali assi serviti dai mezzi pubblici sono via Martiri della Bettola, via della Canalina e via Bismantova. Le linee collegano con il centro storico e i quartieri e le frazioni a nord e a sud della via Emilia.

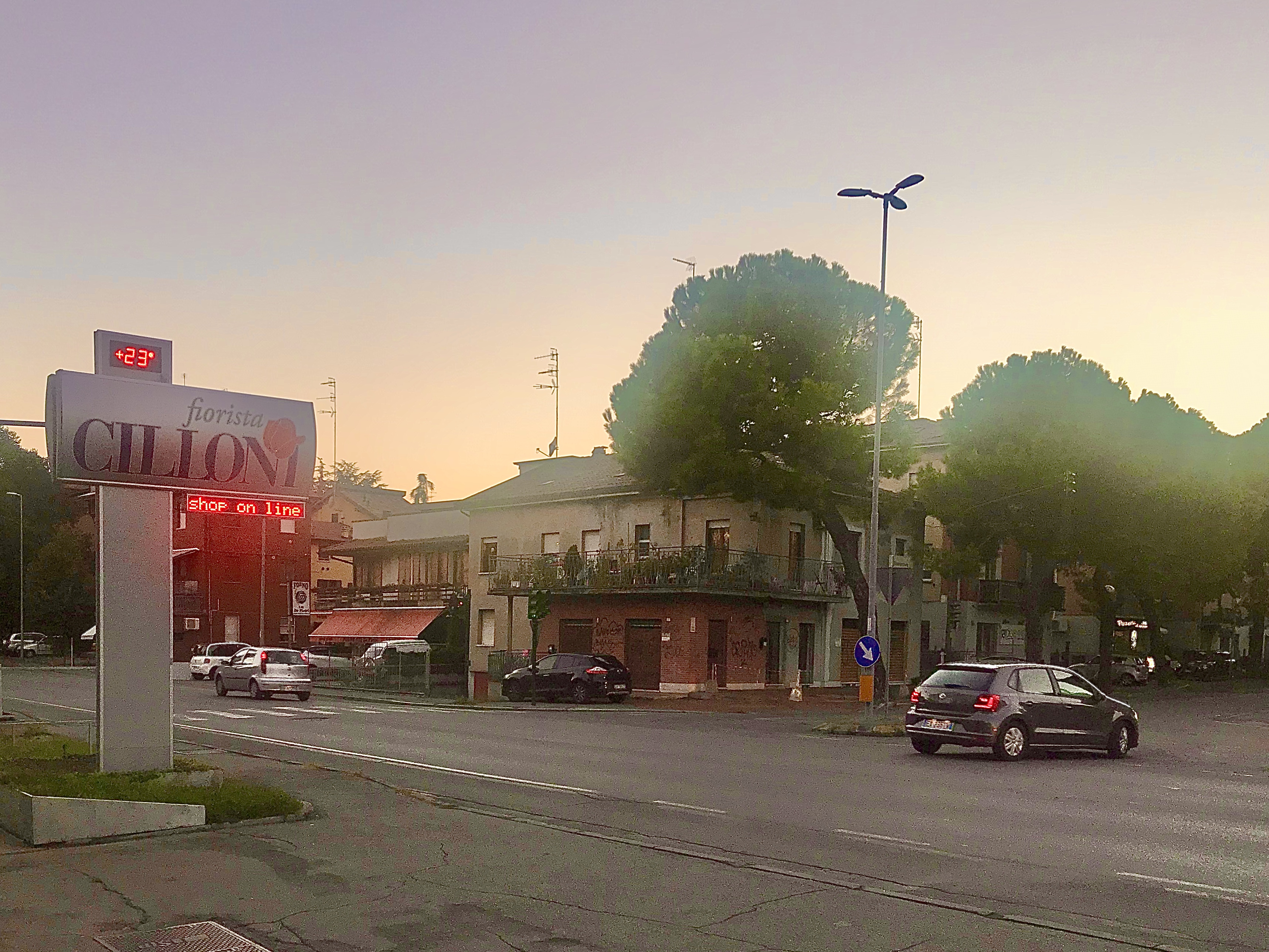
Nucleo storico della Crocetta all'incrocio via Bismantova-SS 63

L'agglomerato è parte di una zona residenziale a traffico moderato.

## Economia
La Crocetta ha una vocazione prettamente residenziale e, in minima parte, terziaria. Non sono presenti attività produttive. Commercio al dettaglio e servizi sono collocati lungo le principali arterie di scorrimento: via Martiri della Bettola (SS 63), via della Canalina e via Bismantova. Sono presenti diverse aree pubbliche e private dedicate all'erogazione di servizi alla persona (parchi, scuole, enti, istituzioni).

## Amministrazione
Il territorio della Crocetta è sempre stato sottoposto alla giurisdizione del Comune di Reggio all'interno della villa di San Pellegrino. Dal 1978 al 2009 ha fatto parte della Circoscrizione Quarta e, dal 2009 al 2014, della Circoscrizione Sud. Dal 2014 le circoscrizioni di decentramento amministrativo nelle città con meno di 250.000 abitanti delle regioni a statuto ordinario sono state abolite. Il governo della circoscrizione (che comprendeva anche le frazioni più esterne e i quartieri limitrofi) è sempre stato retto da maggioranze di sinistra, guidate dal PCI e dal PSI e, dal 1995, di centrosinistra. La sede circoscrizionale era ospitata all'interno del centro direzionale San Pellegrino, in via Gandhi, al Belvedere.

## Sport

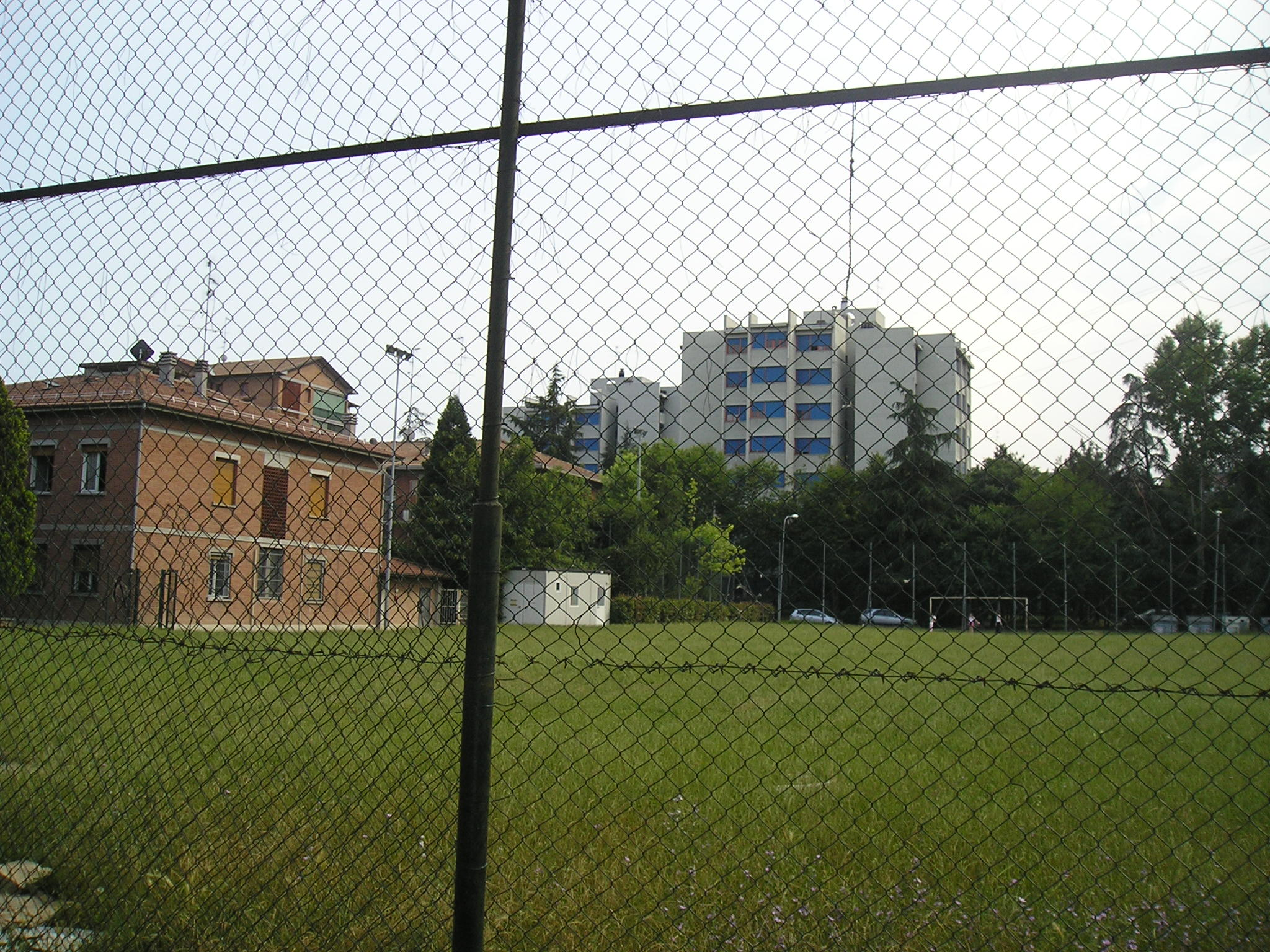
Campo di calcio parrocchiale di via Bismantova

La zona conta diversi impianti sportivi, fra questi i principali sono:
- Palestra S.E. San Giovanni Bosco-Crocetta (pallacanestro, pallavolo, tiro con l'arco, attività motoria a cura della Taekwondo Tricolore ASD)[43], via Bismantova
- Palestra S.M. Carlo Alberto dalla Chiesa-Belvedere (pallacanestro, pallavolo, minivolley, ginnastica, attività motoria, pattinaggio a rotelle a cura dell'associazione Amici dei Vigili del Fuoco ASD)[44], via Rivoluzione d'Ottobre
- Palestra del Comando provinciale dei Vigili del Fuoco (pallavolo a cura del gruppo sportivo Vigili del Fuoco)[45], via della Canalina
- Campo di calcio parrocchiale, via Bismantova
- Campo da minigolf, via Monte Cisa (Parco delle Caprette).

La principale società polisportiva del quartiere, fino al 2000, è stata la Polisportiva Bismantova. In quell'anno, assieme all'Unione sportiva Rosta Nuova, confluì in quella che sarebbe poi diventata la Reggio Calcio.